# Cleora hoplogaster
Cleora hoplogaster là một loài bướm đêm trong họ Geometridae.